# Mooswald-Blütenflughund

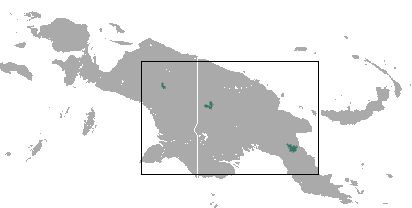
Verbreitungsgebiet des Mooswald-Blütenflughundes

Der Mooswald-Blütenflughund (Syconycteris hobbit) ist ein Fledertier in der Familie der Flughunde, das auf Neuguinea vorkommt. Der Flughund erhielt sein Artepitheton als Bezug auf das fiktive Volk der Hobbits in J. R. R. Tolkiens Erzählungen. Sowohl der Flughund als auch die Hobbits besitzen haarige Füße.

## Merkmale
Mit einer Gesamtlänge von 68 bis 78 mm und einer Unterarmlänge von 47 bis 52 mm zählt die Art zu den kleineren Flughunden. Ein Schwanz fehlt und die Länge der Ohren beträgt 9,5 bis 12 mm. Abhängig vom Verbreitungsgebiet und Geschlecht liegt das Gewicht zwischen 15 und 22 g. Das dichte seidige Fell der Oberseite hat eine graubraune bis dunkelbraune Farbe. Auf der Unterseite ist das Fell heller und kürzer. Oft besitzen die Haare auf den Unterarmen sowie auf den Beinen eine rötliche Schattierung.

## Verbreitung und Lebensweise
Der Mooswald-Blütenflughund kommt mit mehreren voneinander getrennten Populationen im Gebirge Neuguineas vor. Er hält sich in Regionen auf, die auf 1.850 bis 2.700 Meter Höhe liegen. Die Art lebt in Mooswäldern sowie Buschländern und besucht gelegentlich Gärten.

## Status
Die Wälder in diesen Höhenlagen ermöglichen keine lohnenswerte forstwirtschaftliche Nutzung. Weiterhin ist eine Abholzung zur Gewinnung von Landwirtschaftsflächen unwahrscheinlich. Eine potentielle Gefahr stellt die Klimaveränderung dar. Die IUCN listet den Mooswald-Blütenflughund trotz einer geringen Bestandsabnahme als nicht gefährdet (Least Concern).

## Belege
1. ↑  Don E. Wilson, DeeAnn M. Reeder (Hrsg.): Mammal Species of the World. A taxonomic and geographic Reference. 3. Auflage. 2 Bände. Johns Hopkins University Press, Baltimore MD 2005, ISBN 0-8018-8221-4 (englisch, Syconycteris hobbit).
2. ↑  Strahan & Conder (Hrsg.): Dictionary of Australian and New Guinean Mammals. Csiro Publishing, 2007, S. 148 (englisch, Syconycteris hobbit).
3. ↑  Maryanto & Boeadi: New record of the highland blossom bat. (pdf) In: Raffles bulletin of zoology. 1994, ehemals im Original (nicht mehr online verfügbar); abgerufen am 12. Mai 2017 (englisch). (Seite nicht mehr abrufbar. Suche in Webarchiven)  Info: Der Link wurde automatisch als defekt markiert. Bitte prüfe den Link gemäß Anleitung und entferne dann diesen Hinweis.
4. 1 2  Syconycteris hobbit in der Roten Liste gefährdeter Arten der IUCN 2016. Eingestellt von: Aplin, K. & Armstrong, K., 2016. Abgerufen am 12. Mai 2017.